# Трап (Ивлин)
Трап (на френски: Trappes, звук) е град в северна Франция, част от департамента Ивлин в регион Ил дьо Франс. Населението му е около 34 276 души (1 януари 2022).
Разположен е на 168 метра надморска височина в Парижкия басейн, на 11 километра югозападно от Версай и на 27 километра югозападно от центъра на Париж. Селището съществува още от галската епоха, а през 70-те години на XX век бързо се разраства като жилищно предградие на Париж със значително имигрантско население.

## Известни личности
Родени в Трап
- Омар Си (р. 1978), актьор